# Digital Design
Digital Design wird in unterschiedlichen Kontexten im Zusammenhang mit der Gestaltung von Software, Hardware und „Digital Solutions“ für komplexe virtuelle, hypermediale Umgebungen (Mixed Reality, Cyberspace, Metaversum) verwendet, und ist daher nicht einheitlich definiert. Vor dem Hintergrund der umfassenden digitalen Transformation von Wirtschaft, Gesellschaft und Alltagsleben durch Datafizierung, das World Wide Web, Cloud Computing, Big Data, allgegenwärtigem Computing und Künstlicher Intelligenz hin zur digital-vernetzten Gesellschaft, stellen sich auch für das professionelle Design neue Aufgaben und Herausforderungen. Damit verknüpft ist ein im Entstehen begriffenes Berufsbild des „Digital Designers“, für welches erste (Aufbau-)Studiengänge an Hochschulen eingerichtet wurden.
Digital Design als ganzheitlichen Designansatz in Anlehnung an das historische Bauhaus zu konzipieren und als Berufsbild zu etablieren, ist im deutschsprachigen Raum maßgeblich auf eine Initiative des deutschen Branchenverbands Bitkom im Jahr 2017 zurückzuführen. Diese Initiative steht in einem engen Zusammenhang mit der klima- und kulturpolitischen Initiative Neues Europäisches Bauhaus der Europäischen Kommission.

## Begriff und konzeptionelle Einordnung
Im Kontext von Mensch-Computer-Interaktion, nutzerorientierter Gestaltung, Benutzerfreundlichkeit und Softwareentwicklung haben sich bereits eine Reihe von unterschiedlichen Designansätzen und -disziplinen etabliert. Hierzu zählen unter anderem:
- Interactiondesign, Software-Ergonomie und Interfacedesign zur Gestaltung der Schnittstellen zwischen Nutzern und digitalen Systemen[7].
- Service Design zur Gestaltung der Schnittstellen der an einer Dienstleistung beteiligten Systeme[8].
- User Experience Design zur Gestaltung der Erlebnisqualität bei der Interaktion mit digitalen Systemen.
- Webdesign als Teil des Grafik- bzw. Kommunikationsdesigns zur Gestaltung von Websites[9].
- Rechnergestützter Journalismus
- Informationsarchitektur
- Informationsdesign
- Mediendesign
- Spieleentwicklung
- Motion-Design zur audiovisuellen Gestaltung von Bewegtbild durch Typografie und Grafik-Design
- Mobile-App-Entwicklung zur Gestaltung von Mobile Apps.

Mit Digital Design sollen spezialisierte Designdisziplinen um eine Disziplin zur integrierten Gestaltung – vergleichbar mit Architektur, Stadtplanung oder Industrie/Produktdesign – erweitert werden. Dadurch soll insbesondere die Notwendigkeit einer ganzheitlichen Perspektive zur nachhaltigen Gestaltung der „digitalen Welt“ unterstrichen werden.
Mit Digital Design wird in Anlehnung an die Konzeption des historischen Bauhaus ein ganzheitlicher Gestaltungsansatz angestrebt, der sämtliche Fähigkeiten und Vorgehensweisen umfassen soll, die für die Gestaltung der Digitalen Transformation der Gesellschaft und die Realisierung digitaler Lösungen erforderlich sind. Dahinter steht die Vorstellung des Digitalen (Information, digitale Daten, Algorithmen und Hardware) als „Material“ zur Konzeption und Realisierung digitaler Lösungen für soziale, kulturelle und ökonomische Aufgaben im digitalen Zeitalter.

## Vorgeschichte
Die Notwendigkeit von Design bei der Konzeption und Realisierung digitaler Lösungen geht zurück auf Beiträge, die im Kontext der Softwareentwicklung von Christiane Floyd und Terry Winograd in den 1980er Jahren eingebracht wurden.
In den 1990er Jahren schlagen Terry Winograd mit „Bringing Design to Software“ und Gui Bonsiepe mit „Interface – An Approach to Design“ aus zwei entgegengesetzten Richtungen wichtige Brücken zwischen Design und Informatik. Zudem vertiefte sich der Diskurs, inwiefern Softwareentwicklung nicht nur als Ingenieurwissenschaft, sondern auch als Designwissenschaft verstanden werden sollte.
Der schwedische Medienforscher und Designtheoretiker Pelle Ehn fordert 1998 in dem Manifesto for a Digital Bauhaus eine am Vorbild Bauhaus orientierte neue Synthese von „art and technology“ für das 21. Jahrhundert.
Seit 2015 wird der Begriff Digital Design u. a. auch durch das britische Design Council und den IT-Analysten Gartner verwendet.
Mit dem Digital-Design-Manifest wurde 2018 die Notwendigkeit von Digital Design als Berufsbild und Profession formuliert, und von mehr als 450 Personen aus Wirtschaft und Wissenschaft unterzeichnet. Das Manifest postulierte den Gedanken, dass es bisher keine ganzheitliche Gestaltungsprofession für die Digitalisierung gäbe, eine solche aber dringend nötig sei, um das volle Potential der Digitalisierung erschließen zu können. In der Folge wurde eine solche eigenständige und selbstbewusste Profession auch aus der Praxis gefordert und in seiner Funktion als „Wandler zwischen den Welten“ diskutiert.

## Berufsbild und Kompetenzspektrum
In einem gemeinsamen Positionspapier des Bitkom mit der Gesellschaft für Informatik, dem Rat für Formgebung, dem Deutschen Design Club und dem Verband Deutscher Industrie Designer wurde Digital Design neben Digital Engineering und Data Science als eines der drei zentralen eigenständigen Berufsbilder für die Digitalisierung bestimmt.
Von angehenden Digital Designern erwartet man, dass sie nach einem grundständigen Studium Digital Design vielfältige digitale Gestaltungsaufgaben von Unternehmen des Dienstleistungsgewerbes oder der Industrie, von Organisationen oder Behörden übernehmen und fähig sind als „Digitalwerker“ geeignete „Digital Solutions“ zu realisieren. Solche digitalen Lösungen reichen von einfachen Anwendungen (wie etwa digitalen Einkaufslisten) bis hin zu digitalen Ökosystemen (beispielsweise digitalen Marktplätzen).
Digital Design wird als Pi-Shape Kompetenzprofil mit tiefer Design- und Digitalkompetenz sowie breiter Querschnittskompetenz beschrieben. Dieses Kompetenzprofil soll zu einem systemischen Design-Denken befähigen, das sich flexibel zwischen sozialen, wirtschaftlichen und technischen Perspektiven bewegt und Nachhaltigkeit als übergreifende Perspektive einnimmt.

### Designkompetenz
Der Schwerpunkt Designkompetenz umfasst die Integration von Design und Design Thinking in stark digital geprägte Prozesse (Konzeption und Realisierung) für digitale Lösungen. Wesentliche Aspekte hierbei sind der konzeptionelle Entwurfsprozess und die Anwendung von Prototypen als Entwurfs- und Evaluierungswerkzeuge.

### Digitalkompetenz
Der Schwerpunkt Digitalkompetenz umfasst das Wissen um die Potentiale von Hardware und Software, Interaktionsformen zwischen Mensch und Technik, sowie die Konstruktion (technische Architektur) von digitalen Lösungen. Eine zentrale Rolle nimmt dabei das Wissen um Möglichkeiten und Grenzen von Algorithmen ein.

### Querschnittskompetenz
Die Querschnittskompetenz umfasst Fähigkeiten zum inter- bzw. transdisziplinären Arbeiten, die erforderlich sind, um Veränderungen und Wandel zu realisieren. Hierzu gehören Grundverständnisse für andere am Projekt beteiligte Disziplinen wie Produktmanagement, Projektmanagement, Softwaretechnik und Veränderungsmanagement.

## Leitprinzipien
Als Teil des Digital-Design-Manifestes wurden zehn Prinzipien für gutes Digital Design formuliert:
Gutes Digital Design
1. ist nützlich und gebrauchbar.
2. ist elegant und ästhetisch.
3. ist evolutionär.
4. explorativ.
5. nimmt den ganzen Menschen in den Fokus.
6. antizipiert die Auswirkungen seiner Ergebnisse[31].
7. achtet den Datenschutz und die Datensicherheit.
8. ist nachhaltig und schafft Nachhaltigkeit.
9. würdigt Analoges und Digitales in gleicher Weise[32].
10. nutzt Digitales, wo es erforderlich ist.

## Ausbildung

### Studiengänge
An folgenden Hochschulen sind Studiengänge für Digital Design realisiert bzw. in Planung:
- Amsterdam University of Applied Sciences[33]
- CODE University of Applied Sciences, Berlin[34]
- Fachhochschule Dortmund[35]
- Hochschule der Medien Stuttgart[36][37]
- IT-Universität Kopenhagen[38]
- Fachhochschule St. Pölten[39]
- HfG Offenbach[40][41]
- Ostschweizer Fachhochschule Rapperswil[42]

Folgende Studiengänge beziehen sich inhaltlich stark auf Digital Design:
- Code & Context (Technische Hochschule Köln)[43]
- Design & Computation (Technische Universität Berlin[44] und Universität der Künste Berlin[45])
- Informatik und Design (Hochschule für angewandte Wissenschaften München[46])
- Informatik und Design (Westfälische Hochschule, Standort Gelsenkirchen[47])

### Weiterbildung
Mit dem Digital Design Professional bietet das International Requirements Engineering Board seit 2021 ein berufliches Weiterbildungszertifikat bzgl. Digital Design an.

## Kritik
Im Zentrum des Konzepts für das angestrebte neue Berufsbild Digital Design steht neben Designkompetenz und Querschnittskompetenz der Anspruch Digitalkompetenz mit dem umstrittenen Leitgedanken „Digital als Material“. Die zunehmende Bedeutung von „KI als Material“ wird dabei nicht thematisiert. Auch der wachsende Einfluss von algorithmischen Prozessen auf den gesellschaftlichen Diskurs wird kaum kritisch reflektiert.
Im Unterschied zum Oslo Manifesto und zur World Design Organization nimmt das Digital Design Manifest keinen Bezug auf die 17 UN-Ziele für nachhaltige Entwicklung.
Die Digitalkompetenz von (Digital) Designern dürfte sich vor allem im Computational Thinking, im Wissen über Möglichkeiten und Grenzen von Datenstrukturen und Algorithmen, sowie in Kenntnissen über die Gestaltung komplexer soziotechnischer (KI-)Systeme manifestieren. Inwieweit Studiengänge, die sich am Paradigma des historischen Bauhauses orientieren über das hinausgehen, was etablierte spezialisierte Design-Studiengänge bereits leisten, ist aktuell noch unklar.